# Иностранная книга
«Иностра́нная кни́га» (также «Иностранная букинистическая книга», «Иностранная буккнига» и «Букинисти́ческий магази́н № 79») — бывший букинистический магазин в Москве, торговавший книгами на иностранных языках.

## История
Открыт в 1930 году как филиал «Дома иностранной книги», располагавшегося в гостинице «Националь». В 1939 году преобразован в самостоятельный магазин на улице Герцена, 24, а с 1967 года — на улице Качалова (ныне Малая Никитская), 16. Осуществлял торговлю букинистическими и антикварными книгами на иностранных языках. В течение многих десятилетий являлся единственным букинистическим магазином иностранных книг в Москве. Закрыт в 2010-х годах.

## Примечания

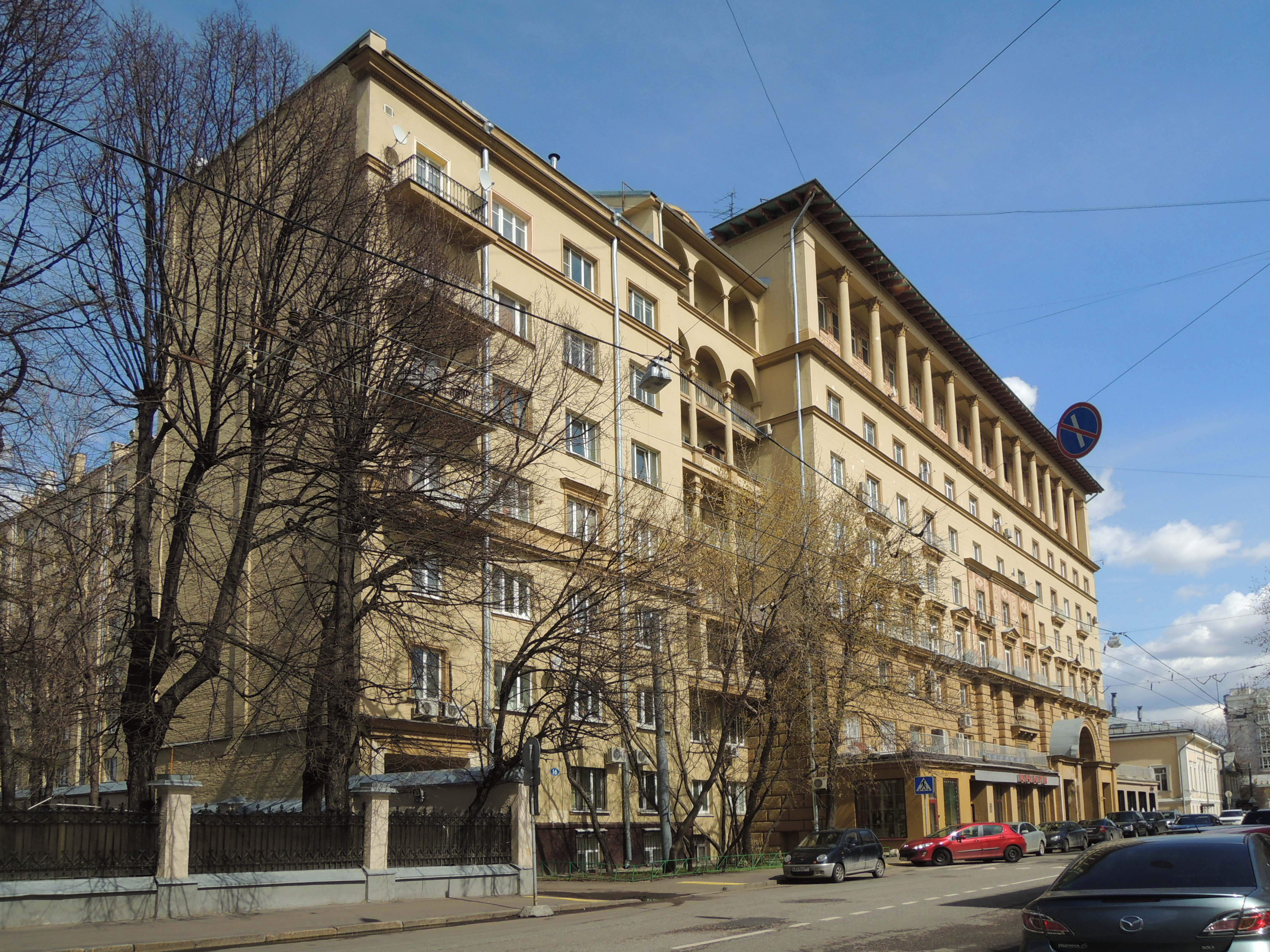
Вид на дом с книжным магазином, 2010-е
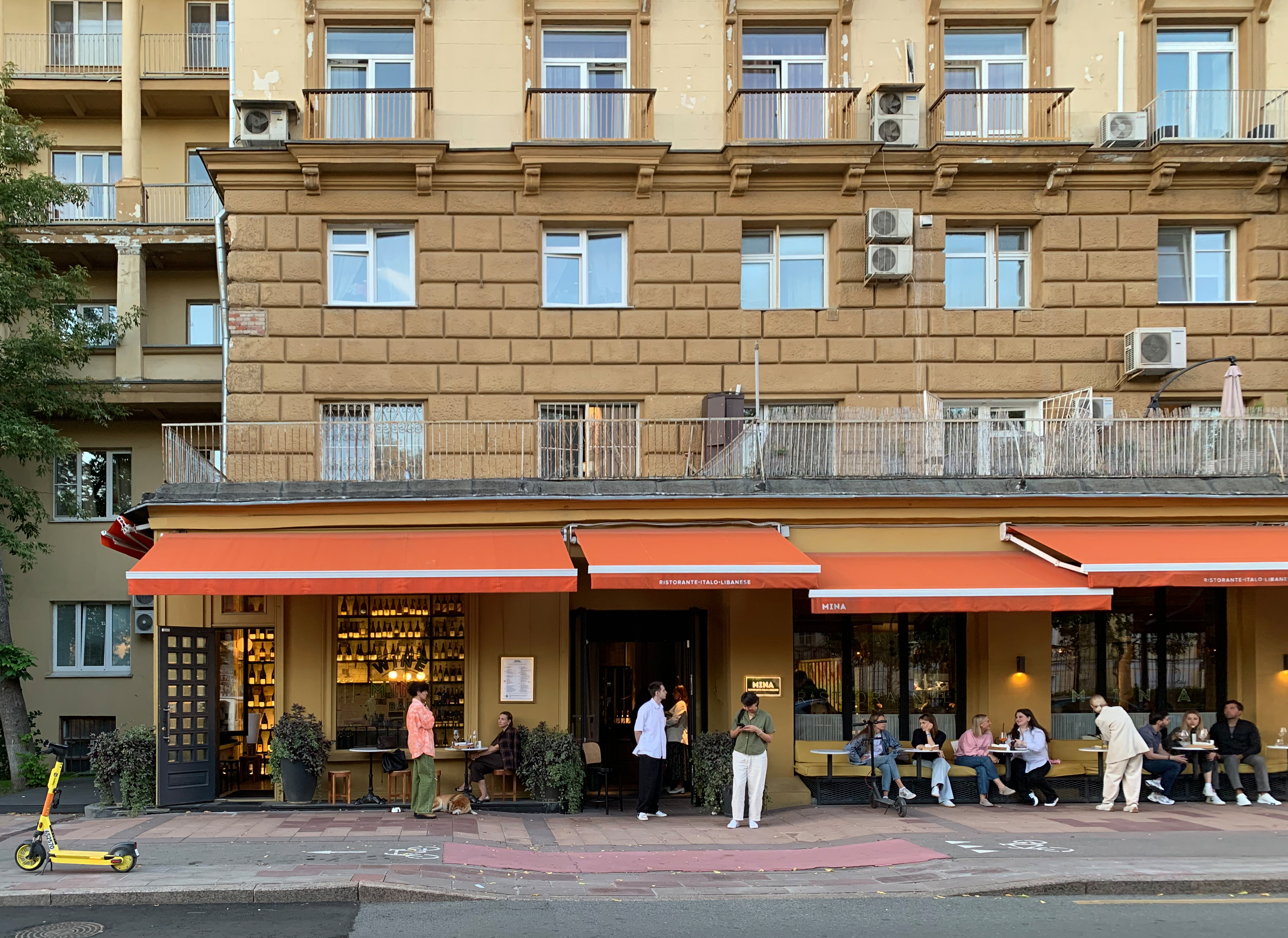
Помещение, где ранее размещался магазин, в 2024 году